# Una-Sana
Una-Sana (Bosnisch: Unsko-sanski kanton, Kroatisch: Unsko-sanska županija) is een van de tien kantons van de Federatie van Bosnië en Herzegovina in Bosnië en Herzegovina. Het is het gebied rondom de stad Bihać, het bestuurscentrum van het kanton.
Het kanton wordt bewoond door ongeveer 300.000 mensen en is verdeeld in acht gemeenten: Bihać, Bosanska Krupa, Bosanski Petrovac, Bužim, Cazin, Ključ, Sanski Most en Velika Kladuša.
Het kanton Una-Sana ligt in de 'linkerbovenhoek' van de driehoek die het grondgebied van Bosnië en Herzegovina vormt en ook in de oksel van de omgekeerde 7 van de vorm van buurland Kroatië. Verschillende belangrijke verkeersaders lopen door het gebied, zoals die tussen Zagreb en de Adriatische Zee. De nabij Bihać gelegen luchthaven Željava bevindt zich tegen de Kroatische grens.
Ondanks de nabijheid van Kroatië, wordt het gebied in overgrote meerderheid bevolkt door Bosniakken. Gedurende de Bosnische burgeroorlog (1992-1995) was het gebied rondom Bihać een door Serviërs belegerde enclave onder Bosniak-bestuur, waar fel om gevochten is. Tegen het eind van de oorlog veroverden de Bosniakken, geholpen door Kroaten, echter veel terrein op de Serviërs. Tegenwoordig is de bevolkingssamenstelling als volgt:
- Bosniakken: 94,3%
- Serviërs: 3,4%
- Kroaten: 1,8%
- Overige: 0,4%

## Volkstelling van 2013
Volgens de volkstelling van 2013 wonen er zo'n 273.261 inwoners in het kanton Una-Sana.

#### Religie
De islam is de grootste religie in het kanton Una-Sana. Ongeveer 256.850 inwoners zijn islamitisch, hetgeen zo'n 94 procent van de totale bevolking is. Minderheden zijn lid van de Servisch-orthodoxe Kerk (8.368 inwoners) of van de Katholieke Kerk (4.355 inwoners).